# Japeth Aguilar
Japeth Aguilar, né le 25 janvier 1987, à Sasmuan, aux Philippines, est un joueur philippin de basket-ball. Il évolue aux postes d'ailier fort et de pivot.

## Palmarès
- Finaliste du championnat d'Asie 2013
- 3e de la Coupe FIBA Asie 2014